# Аугит
Аугит је једноланчани иносиликатни минерал хемијске формуле (Ca,Mg,Fe,Ti,Al)(Si,Al)2O6 или калцијумско магнезијско гвожђевити алумосиликат. Кристалише моноклинично а кристали су призматични.